# Ewant
由台灣國立交通大學於2013年建立的ewant育網開放教育平台是台灣第一個磨課師(massive open online courses, MOOCs)平台，採用開放源碼的moodle線上教學系統作為平台的核心，旨在為所有願意投入MOOCs運動的學校及單位提供一個展示及經營課程的平台，也為所有想要免費利用線上課程的學習者提供方便的學習機會。

## 大事記
- 交通大學於2013年建立第一個由華人自行設計的MOOCs平台「ewant育網」開放教育平台。[3]
- 2014年與國立空中大學合作，在全台13個考點舉行全國第一次磨課師實體認證考試。[4]
- 2014年利用moodle系統的共享機制讓ewant育網開放教育平台及空中大學的TaiwanLIFE台灣全民學習平台共享課程，成為全球第一個可以共享課程的MOOCs平台設計。[2]
- 2015年開始推動跨校「通識教育磨課師」計畫，利用ewant育網開放教育平台建立通識課程共享制度及作業流程，讓精采的通識教育透過磨課師的影響力擴大推廣，並以具學分效力的課程模式深化運用磨課師。[2]
- 2016年首開「交通大學新生學院」，主打「學習免費、學分付費」的模式，讓任何想要取得國立交通大學學分的準大學生以及終身學習者，都可以利用暑假時間學習，提早取得大學基礎學科學分。[2]
- 2016年與台灣的行政院公務人力發展學院合作，提供全國公務人員線上培訓課程，推廣公務人員終身學習認證。[2]
- 基於經營ewant育網平台的經驗，交大於2017年邀請了12所大學共同參與設計校園用公版moodle數位教學系統，並於2018年2月完成以moodle3.2為核心的校園用公版系統，取名為moodleset，其中set代表Sharing Education Taiwan（台灣共享教育）。
- 2018年開始推動「攜手高中、數位樂學」計畫，精心挑選各大學精彩的磨課師課程，提供高中學生做為新課綱選修課程或人才培育課程。[2]
- 截至2018年初，育網平台已經與全台超過80個大學正式簽約合作，提供超過600課次的磨課師課程，吸引近12萬不重複計算的註冊使用者，成為台灣最重要的磨課師平台。[2]

## 參照
1. ↑  .   [2019-07-17]. （原始内容存档于2019-10-16）.
2. 1 2 3 4 5 6 7  .   [2019-07-17]. （原始内容存档于2019-07-17）.
3. ↑  .   [2019-07-17]. （原始内容存档于2019-10-16）.
4. ↑  .   [2019-07-17]. （原始内容存档于2019-07-17）.